# Chris Iwelumo
Chris Iwelumo est un footballeur international écossais (4 sélections) né le 1er août 1978 à Coatbridge.

## Carrière
- 1996-1998 : St Mirren  Écosse
- 1998-fév. 2000 : Aarhus Fremad  Danemark
- fév. 2000-2004 : Stoke City  Angleterre
  - nov. 2000-fév. 2001 : York City  Angleterre (prêt)
  - fév. 2001-mars 2001 : Cheltenham Town  Angleterre (prêt)
  - mars 2004-2004 : Brighton and Hove Albion  Angleterre (prêt)
- 2004-2005 : Aix-la-Chapelle  Allemagne
- 2005-2007 : Colchester United  Angleterre
- 2007-2008 : Charlton  Angleterre
- 2008-2010 : Wolverhampton Wanderers  Angleterre
  - fév. 2010-mars 2010 : Bristol City  Angleterre (prêt)
- 2010-2011 : Burnley FC  Angleterre
- 2011-2013 : Watford[1]  Angleterre
  - nov. 2012-jan. 2013 : Notts County  Angleterre (prêt)[2]
  - fév. 2013-avr. 2013 : Oldham Athletic AFC  Angleterre (prêt)
- 2013-jan. 2014 : Scunthorpe United FC  Angleterre
- depuis jan. 2014 : Saint Johnstone FC  Écosse